# Analisi chemiotattica
Le analisi chemiotattiche sono tecniche sperimentali per valutare la capacità chemiotattica di cellule procariotiche o eucariotiche. Un'ampia varietà di tecniche è nota e applicata a tale scopo. Alcune sono tecniche qualitative, attraverso le quali è possibile determinare se le cellule preferiscono o no le sostanze chimiche esaminate, altre tecniche sono quantitative e possono fornire informazioni sull'intensità delle risposte in maniera più dettagliata.

## Controllo di qualità
In generale, il requisito più importante da valutare è calibrare il tempo di incubazione dell'analisi sia per la cellula modello sia per il ligante. Un tempo troppo breve di incubazione porta a nessuna cellula nel campione, mentre un tempo troppo lungo disturba i gradienti di concentrazione e misura risposte più chemiocinetiche che chemiotattiche.
Le tecniche più comunemente usate sono raggruppate in due gruppi principali: tecniche di piastra agar e tecniche delle due camere.

## Tecniche di piastra agar

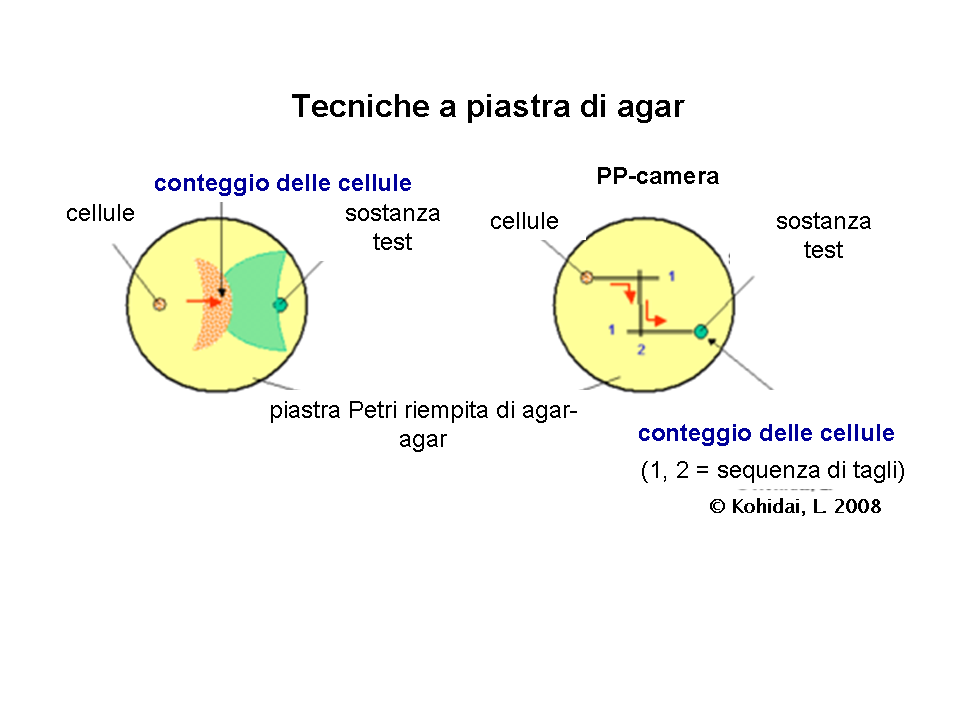
Analisi chemiotattica con piastra di agar

Questo metodo di analisi utilizza agar-agar o gelatina contenenti substrati semisolidi preparati prima dell'inizio dell'esperimento. Piccole depressioni sono scavate nel substrato e riempite di cellule e della sostanza in esame. Le cellule possono migrare verso il gradiente chimico sia nel substrato semisolido che sotto tale substrato. Alcune variazioni della tecnica riguardano le depressioni e i canali paralleli connessi da un taglio all'inizio dell'esperimento (PP-tecnica). L'arrangiamento radiale della PP-tecnica (3 o più canali) fornisce la possibilità di confrontare l'attività chemiotattica di diverse popolazioni cellulari o di studiare la preferenza tra i liganti.
Conteggio delle cellule: le cellule che rispondono positivamente potrebbero essere conteggiate a partire dal fronte delle cellule migranti, al microscopio ottico dopo colorazione o in condizioni naturali.

## Tecniche delle due camere

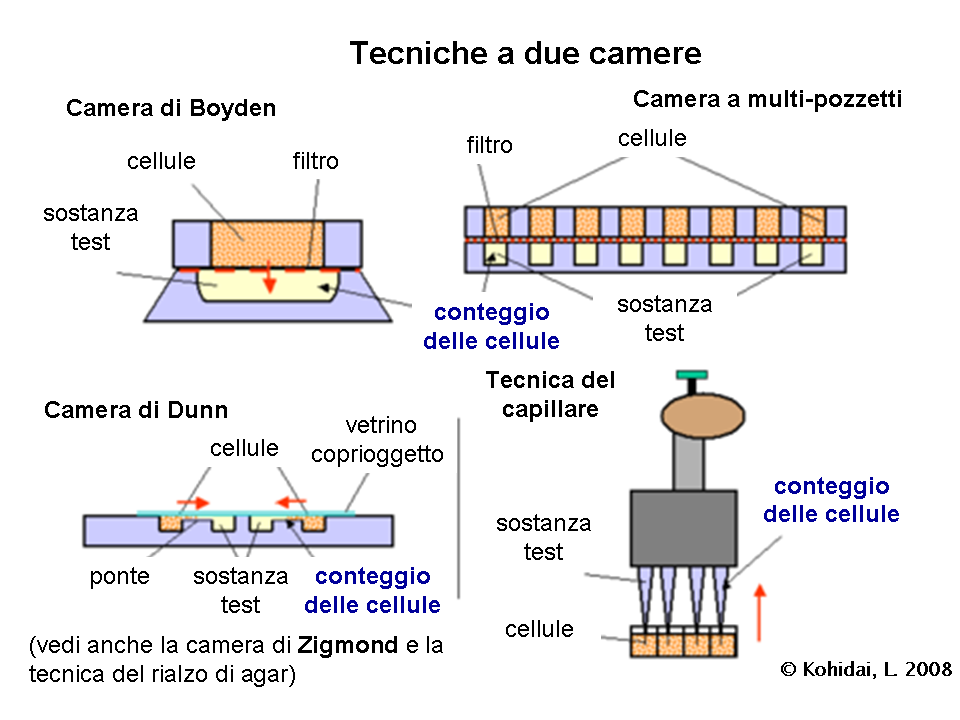
Analisi chemiotattica con tecnica a due camere

Camere isolate da filtro sono strumenti appropriati per la determinazione accurata del comportamento chemiotattico. Il primo tipo di queste camere è stato costruito da Boyden. Le cellule mobili sono poste nella camera superiore, mentre quella inferiore è riempita dal fluido che contiene la sostanza da testare. La dimensione delle cellule mobili oggetto di studio determina la dimensione dei pori del filtro, è essenziale che si scelga un diametro che permetta un passaggio attivo. Per standardizzare le condizioni in vivo diversi protocolli preferiscono coprire il filtro con molecole di una matrice extracellulare (collagene, elastina, ecc.). l'efficienza delle misure è accresciuta dall'uso di camere a più pozzetti (p.e. NeuroProbe), dove 24, 96, 384 campioni sono valutati in parallelo. Il vantaggio di questa variante è che parecchi campioni in parallelo sono studiati in condizioni identiche. In un altro apparato le camere sono connesse fianco a fianco orizzontalmente (p.e. la camera di Zigmond) o come anelli concentrici su un vetrino (p.e. la camera di Dunn). Il gradiente di concentrazione si sviluppa su di uno stretto ponte di connessione tra le camere e il numero di cellule migranti viene contato sulla superficie del ponte con un microscopio ottico. In alcuni casi il ponte tra le due camere è riempito di agar e le cellule devono “planare” glide in questo strato semisolido.
Alcune tecniche capillari presentano anche una camera come supplemento, comunque, c'è sempre un filtro tra le cellule e la sostanza studiata. Risultati quantitativi si ottengono con prove in più depressioni usando 4-8-12 pipette a canale. L'accuratezza della pipetta e l'accresciuto numero di campioni che corrono in parallelo è il gran vantaggio di questo test.
Conteggio delle cellule: le cellule che rispondono positivamente sono conteggiate a partire dalla camera inferiore (tempo di incubazione lungo) o dal filtro (tempo di incubazione breve). Per il riconoscimento delle cellule sono usate tecniche di colorazione (p.e. trypan blue) o test speciali (p.e. rilevamento della mt-deidrogenasi con test MTT). Sono anche usate cellule marcate (p.e. fluorocromi), in alcuni test le cellule vengono marcate durante la migrazione attraverso il filtro.

## Tecnologia di micro-video-registrazione usata come sistema di studio

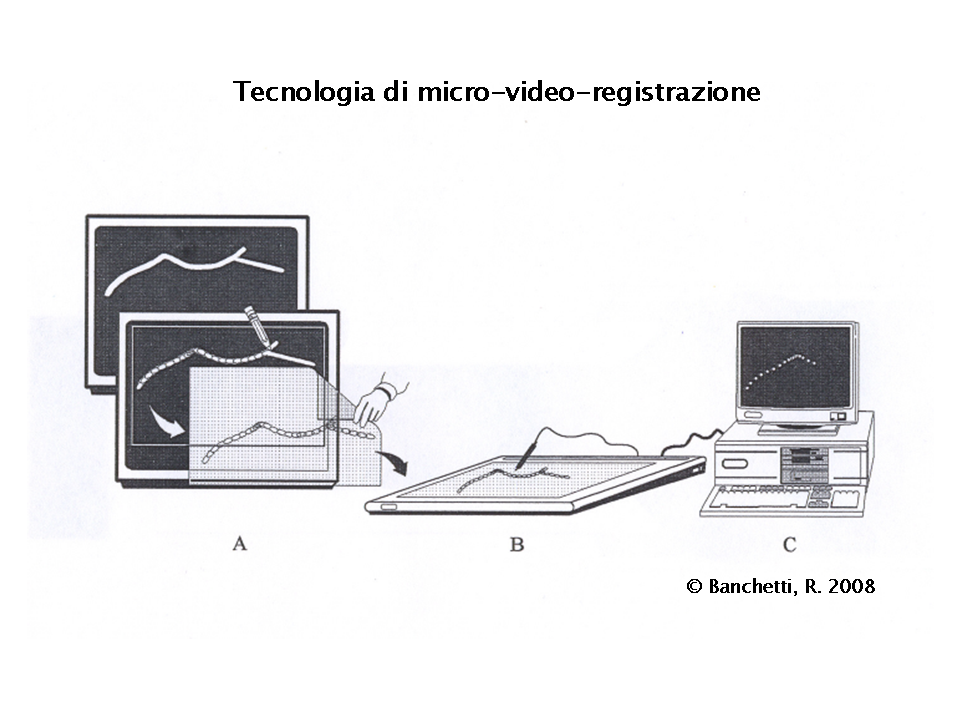
Analisi chemiotattica con tecnologia di micro-video-registrazione

Gli etogrammi di Tetrahymena, Euplotes, Oxytricha e altri Ciliati contengono archi destrorsi e sinistrorsi, combinati con segmenti diritti e con vari tipi di cambiamenti di traiettoria, così da mostrare schemi locomotori che determinano un movimento “random” degli esemplari studiati.
Tra tutti i diversi tratti comportamentali gli archi, considerati come segmenti di cerchi, costituiscono gli elementi di base. La ragione di questa affermazione è che ogni limitazione della capacità comportamentale porta ad un movimento circolare sul substrato. La registrazione del comportamento è stata realizzata su tracce di organismi in movimento osservate in campo oscuro e digitalizzate in tempo reale, con un tempo di risoluzione di circa 80 µm. Si è aggiunto uno studio di videotracce (a diversi ingrandimenti) di esemplari che si muovevano liberamente in cui i movimenti dell'intera cellula e di (parte dei) cirri potessero essere analizzati. Tutte le tracce erano rappresentative almeno per 20 esemplari, la maggior parte per 50 esemplari.

## Altre tecniche

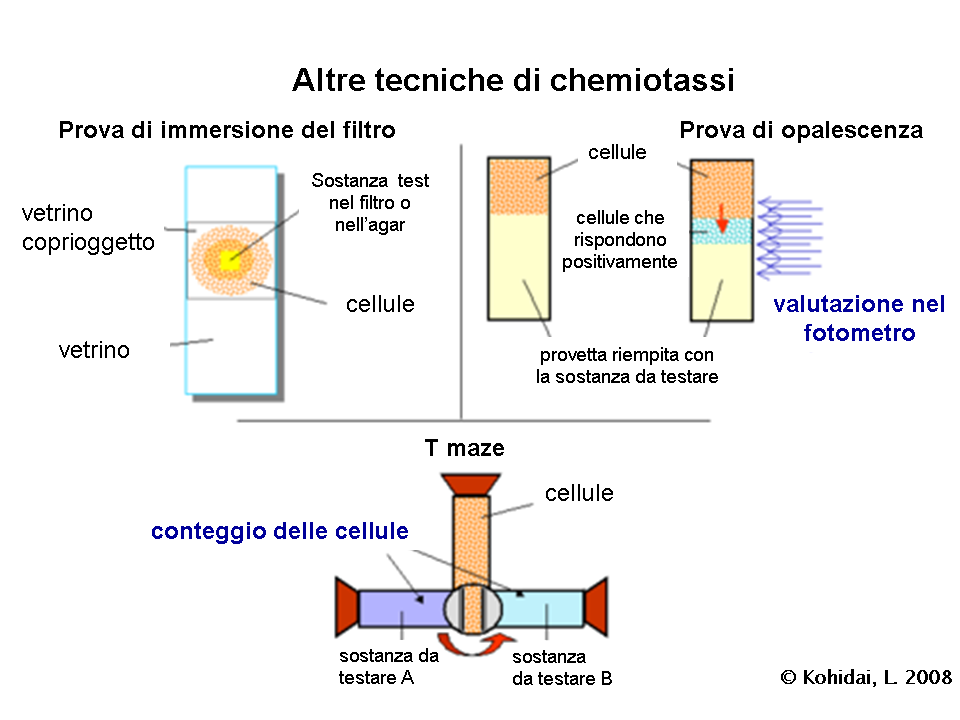
Analisi chemiotattica con altre tecniche

Oltre alle due tecniche summenzionate, che rappresentano la famiglia di tecniche più comunemente usate, è stato sviluppato un ampio range di protocolli per misurare l'attività chemiotattica. Alcuni sono solo qualitativi, come test di aggregazione, in cui si mettono piccoli pezzi di agar o filtri su un vetrino e viene misurato l'accumulo di cellule intorno.
In un'altra tecnica semiquantitativa le cellule sono ricoperte dalla sostanza in esame e si registrano, durante il tempo di incubazione, i cambiamenti di opalescenza del compartimento in origine libero da cellule.
La terza tecnica qualitativa usata molto frequentemente, comunque, è la tecnica del T-maze ed i suoi arrangiamenti per micropiastre. Nella versione originale un contenitore riempito di cellule, è  forato e connesso ad una valvola . Poi la valvola viene ruotata e le cellule vengono in contatto con due altri contenitori riempiti di differenti sostanze. L'incubazione viene fermata ripristinando la posizione originale della valvola, mentre viene contato il numero di cellule nei contenitori.